# 템플 힐 엔터테인먼트
템플 힐 엔터테인먼트(Temple Hill Entertainment)는 미국의 영화 제작사이다. 2006년 2월 위크 갓프리와 마티 보언에 의해 설립되었다. 제일 처음 제작한 영화는 2006년 작품 《네티비티 스토리: 위대한 탄생》이며, 《트와일라잇 시리즈》의 제작사로도 잘 알려져 있다.